# Xianghu, Fujian
Xianghu (kinesiska: 象湖) ') är en köping i sydöstra Kina. Den ligger i Zhangping i staden Longyan i provinsen Fujian, omkring 180 kilometer sydväst om provinshuvudstaden Fuzhou. Antalet invånare är 8 723. Befolkningen består av 4 130 kvinnor och 4 593 män. Barn under 15 år utgör 16,0 %, vuxna 15-64 år 73 %, och äldre över 65 år 10,0 %.